# لوسی بوسکانا
لوسی بوسکانا ( Lucila Boscana Bravo)(انگلیسی: Lucy Boscana; ۲۴ سپتامبر ۱۹۱۵ – ۲۴ مهٔ ۲۰۰۱) هنرپیشه اهل ایالات متحده آمریکا بود.

## زندگینامه
بوسکانا در شهر مایاگوئس متولد شد که در ساحل غربی پورتوریکو واقع شده است. خانواده او به دلیل بحران اقتصادی به همراه فرزندشان به ایالات متحده نقل مکان کردند. او پیانو را از دوران کودکی آموخته بود. بوسکانا از دبیرستان فارغ التحصیل شد و تصمیم گرفت تا تحصیلات خود را با ثبت نام در کالج ابرلین در اوهایو، جایی که عموزاده‌اش، مادلین ویلمسن، در آنجا مدرک زبان فرانسوی خود را دریافت کرده بود، ادامه دهد.Lucila Boscana در کالج ابرلین مدرک کارشناسی خود را در رشته زبان و تئاتر دریافت کرد.

## یادداشت
1. ↑  این نام از رسم نامگذاری اسپانیایی تبعیت می‌کند: نام خانوادگی پدر Boscana  و نام خانوادگی مادر Bravo است..